# Budapest III. kerülete díszpolgárainak listája
Óbuda-Békásmegyer Díszpolgára címmel kitüntetettek listája.

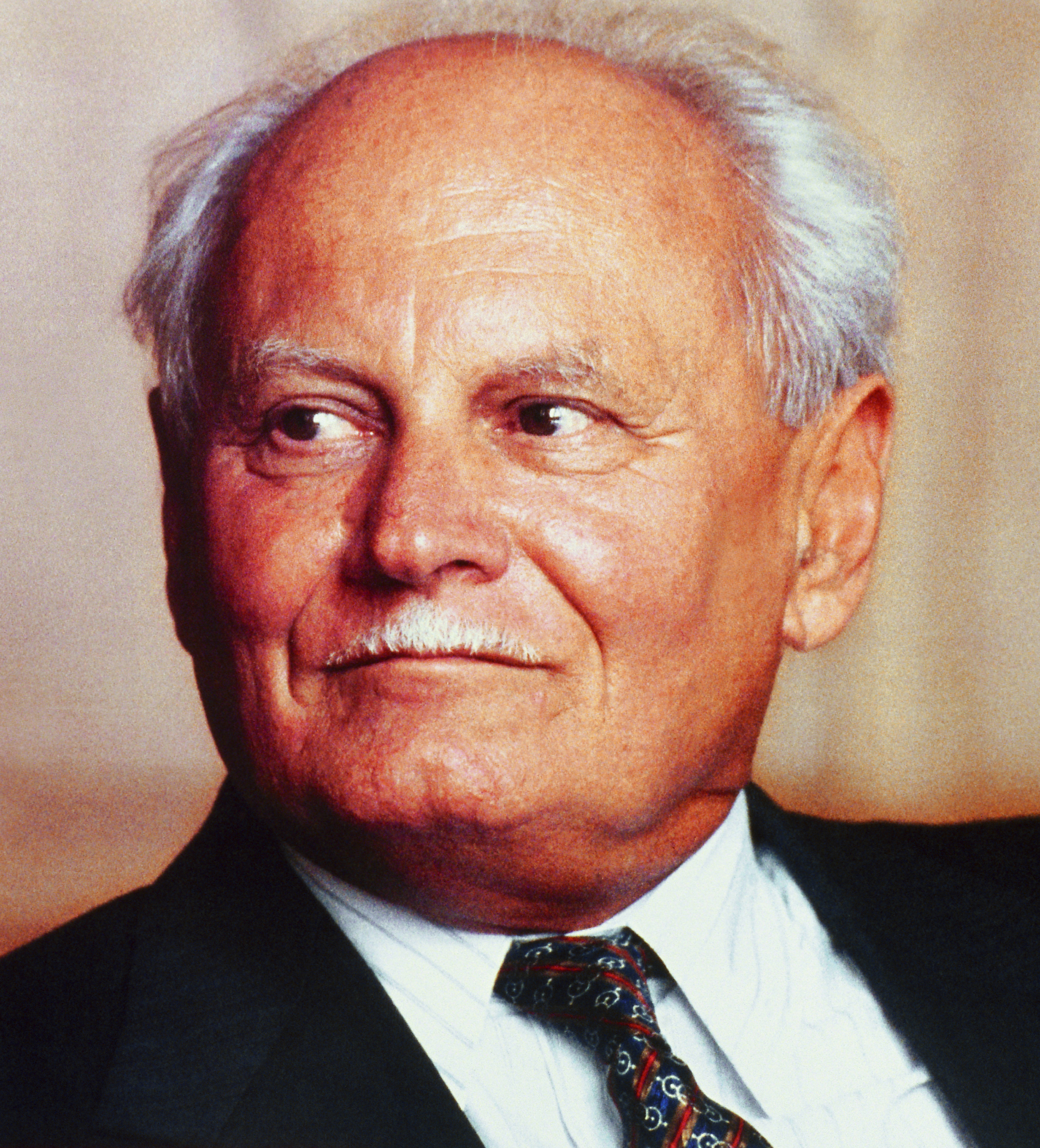
Göncz Árpád

Csukás István

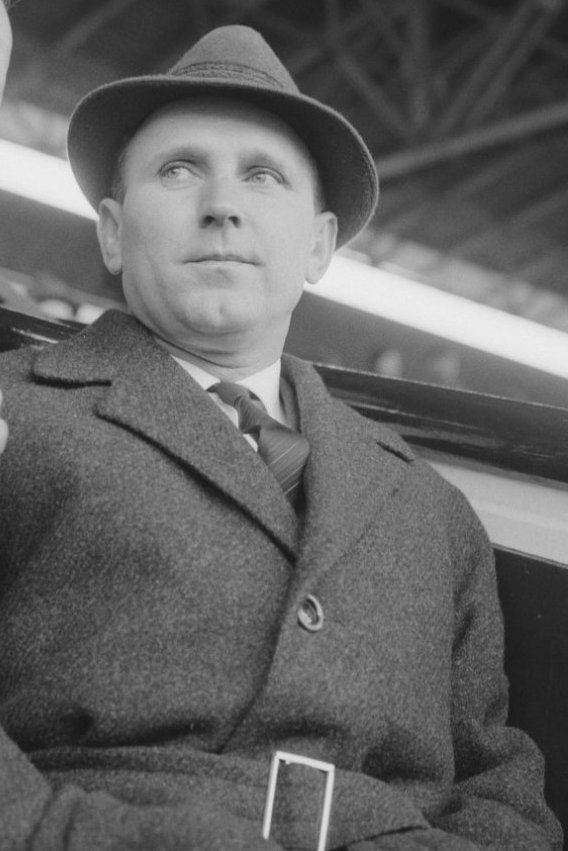
Hidegkuti Nándor

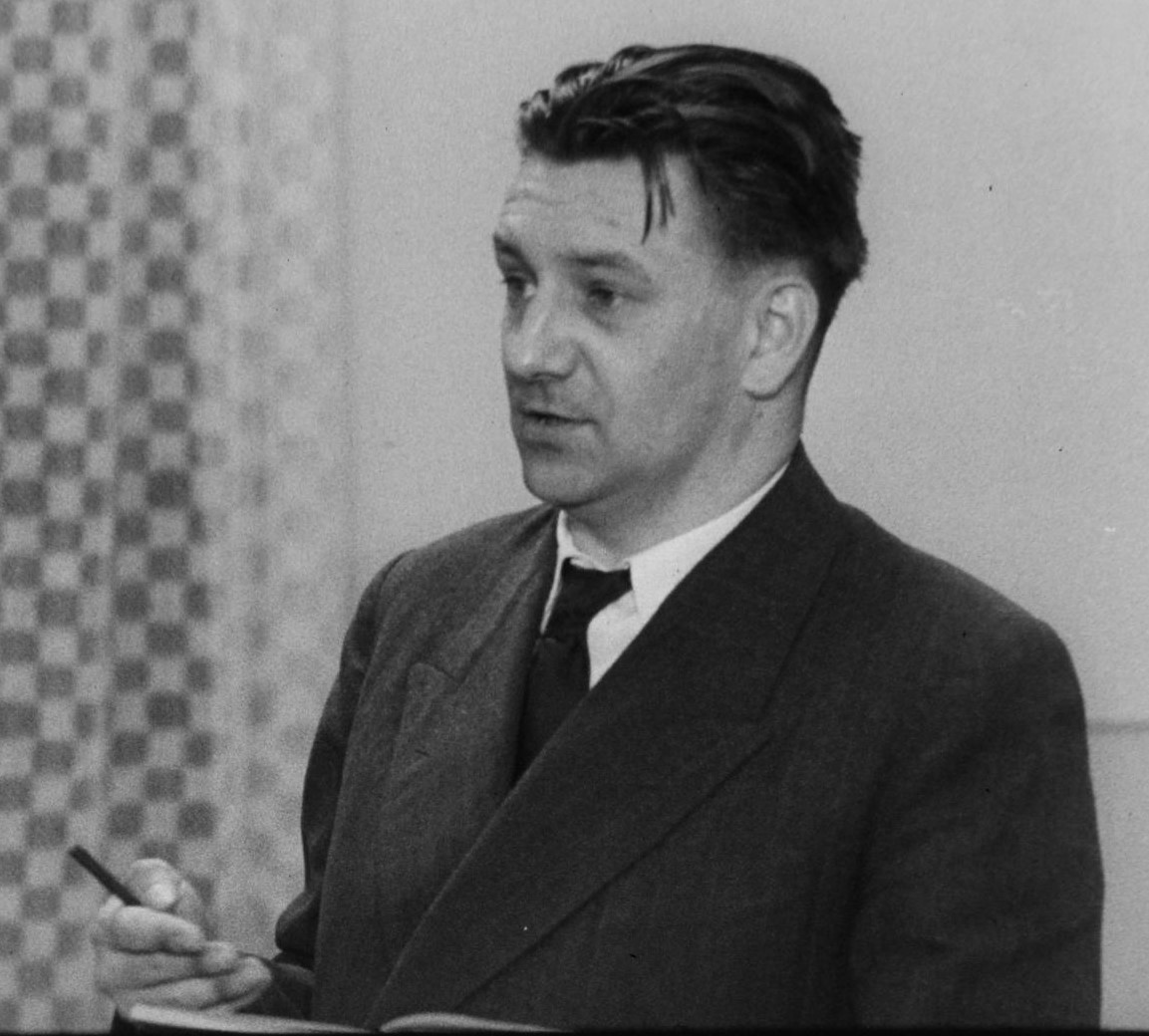
Kopácsi Sándor

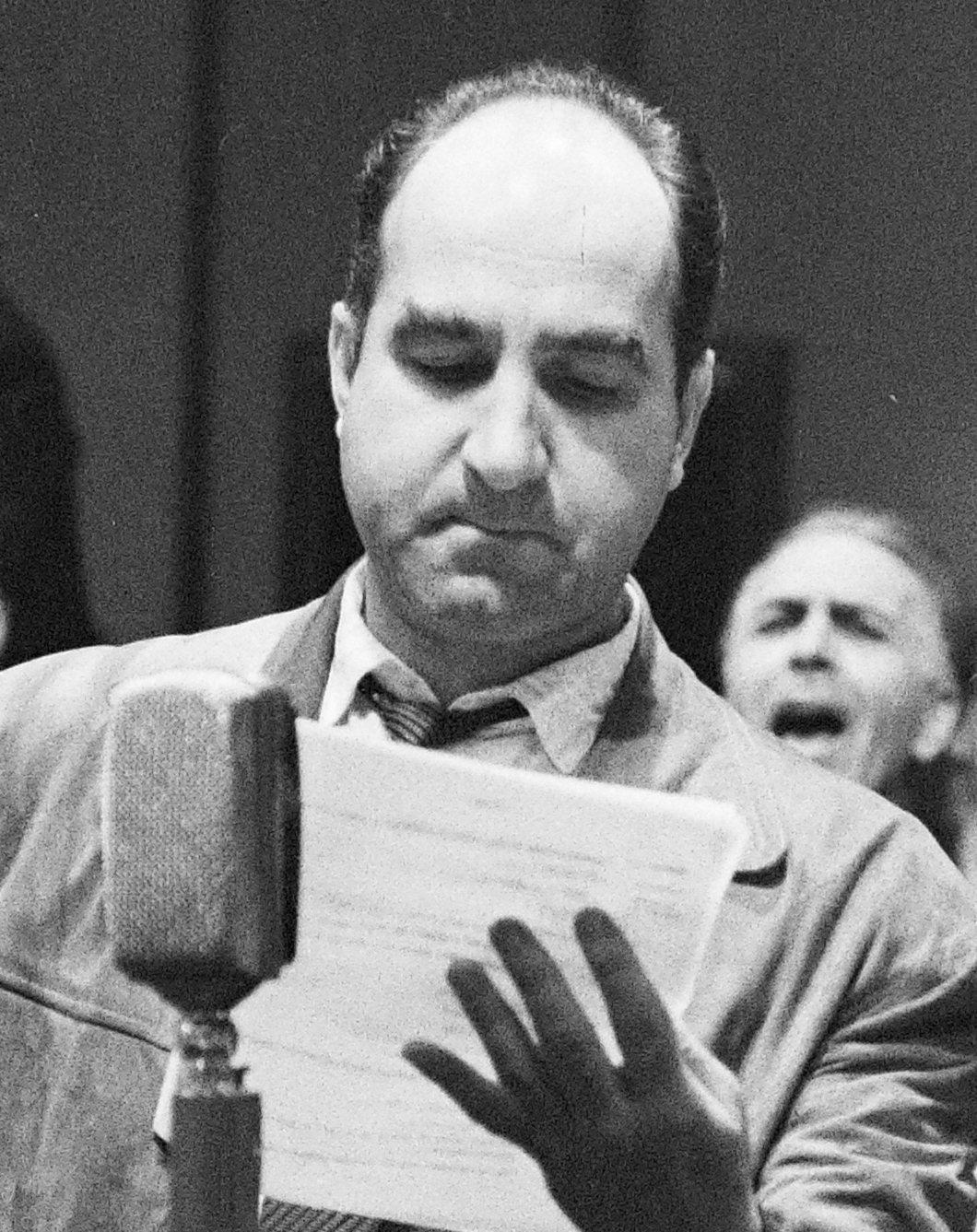
Melis György

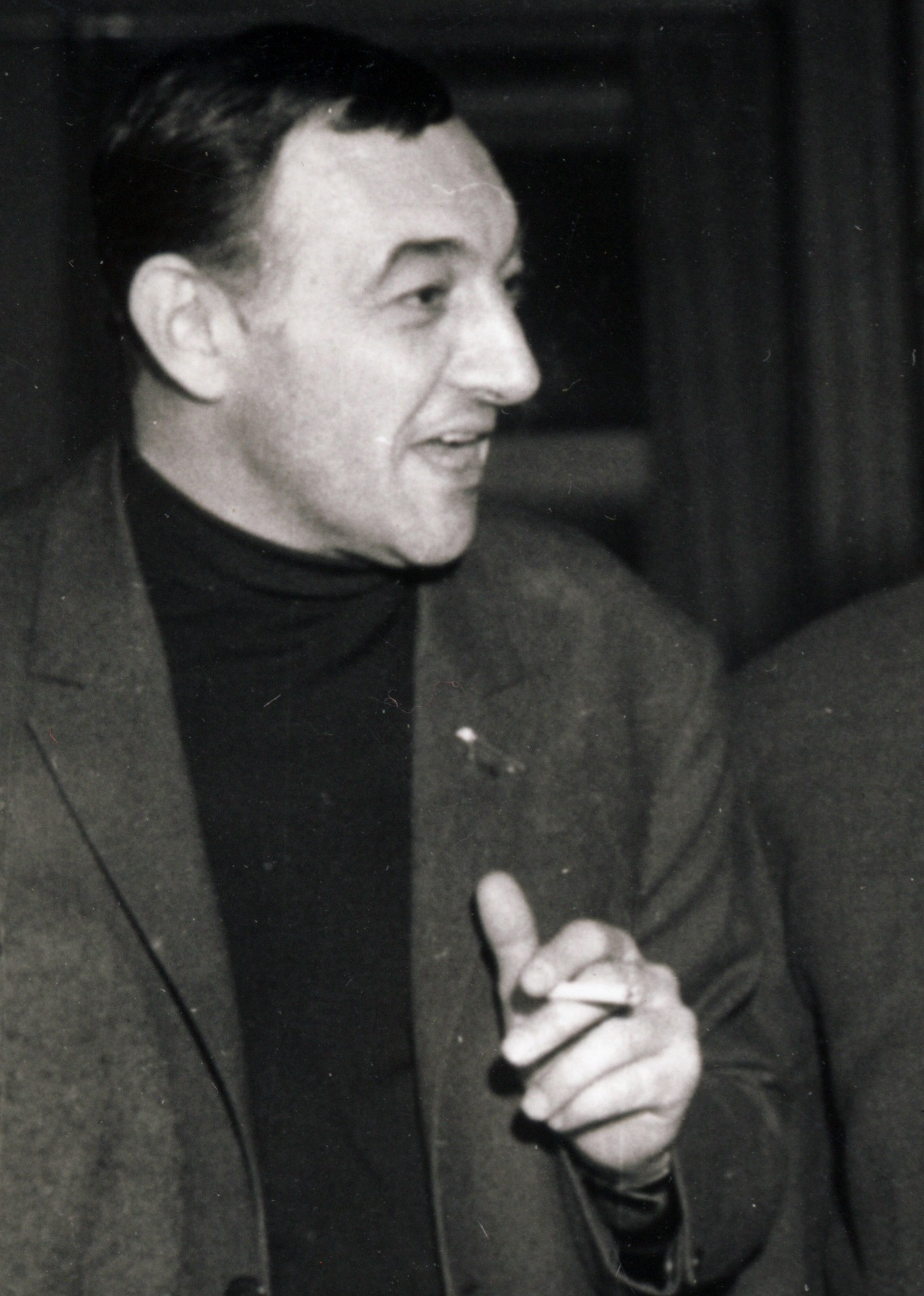
Sinkovits Imre

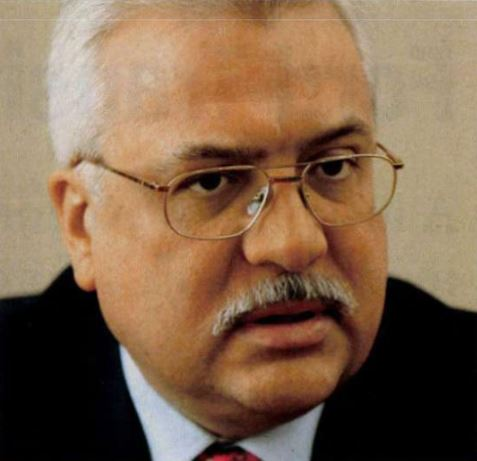
Paczolay Péter

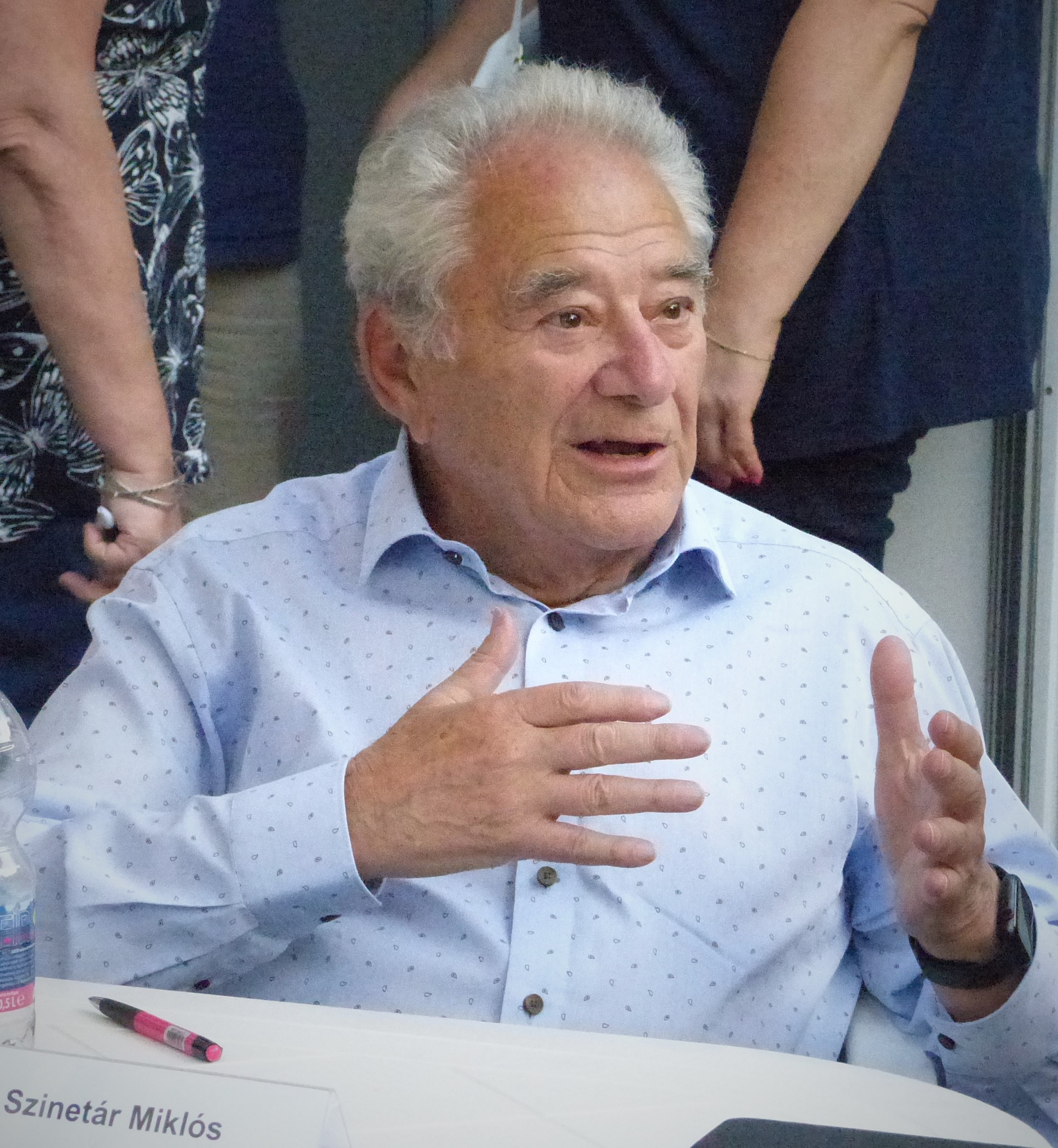
Szinetár Miklós

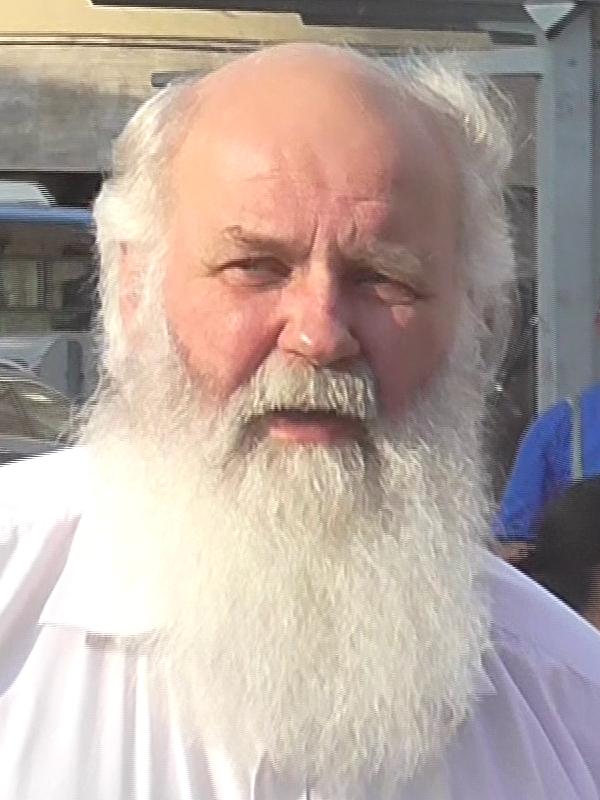
Iványi Gábor

| Év   | Név | Leírás |
| ---- | --- | --- |
| 1991 | Székely Béla tanár                                                                                     | Óbuda-Békásmegyer kulturális életében, az oktatásban kifejtett kiemelkedő teljesítménye, a helytörténeti kutatásban alkotott életműve elismeréseként |
| 1991 | Király Ferenc                                                                                          | Óbuda-Békásmegyer társadalmi életében, ezen belül az 1956-os forradalom idején a kerületi munkástanács élén kifejtett tevékenysége elismeréseként |
| 1991 | Kun Zsigmond műgyűjtő                                                                                  | Óbuda-Békásmegyer kulturális életében kifejtett kiemelkedő teljesítménye, művészetpártoló tevékenysége, életműve elismeréseként |
| 1992 | Darnyi Tamás úszó                                                                                      | négyszeres olimpiai bajnok eredményei elismeréseként |
| 1993 | Göncz Árpád államfő                                                                                    | Óbuda-Békásmegyer hűséges lokálpatriótája, kiemelkedő közéleti tevékenysége elismeréseként |
| 1993 | Zámolyi László plébános                                                                                | [ 1 ] |
| 1994 | Till Ottó zenepedagógus                                                                                | Óbuda-Békásmegyer kulturális életében kifejtett kiemelkedő teljesítménye, valamint a zenepedagógia területén alkotott életműve elismeréseként |
| 1994 | Hidegkuti Nándor labdarúgó                                                                             | olimpiai bajnok, az "Aranycsapat" tagja, a sportéletben kifejtett kiemelkedő teljesítménye elismeréseként |
| 1994 | Dr. Örlős Endre orvos                                                                                  | a Szent Margit Kórház egykori sebész főorvosa, a kórház vezetésében elért érdemeiért, tudományos munkásságáért, az óbudai lakosok érdekében kifejtett áldozatos gyógyítómunkájáért |
| 1996 | Dr. Kopácsi Sándor rendőr altábornagy                                                                  | az 1956-os forradalom és szabadságharc 40 éves évfordulója alkalmából |
| 1997 | Román Gyula testnevelőtanár                                                                            | a III. kerületi oktatás-nevelés érdekében kifejtett tevékenységéért és életművének elismeréseként |
| 1999 | Dr. Khirer Vilmos plébános                                                                             | tiszteletbeli kanonok, pápai prelátus, az Érseki Bíróság helynöke, életútja, mindenekelőtt óbudai tevékenysége elismeréseként - az Óbudai Főplébánia fennállásának 250. éves évfordulója alkalmából |
| 2000 | Dr. Merényi Judit előadóművész, igazgató                                                               | az Óbudai Társaskör vezetőjeként a kerület kulturális életében kifejtett kiemelkedő teljesítménye, a szellemi értékek terjesztésében elért kimagasló eredményei elismeréseként |
| 2001 | Peterdi Pál sportújságíró, humorista                                                                   | a kerület sport és kulturális életében kifejtett kiemelkedő teljesítménye elismeréseként |
| 2001 | Sinkovits Imre színművész                                                                              | a kerület kulturális életében kifejtett tevékenysége, a színház és filmművészetben nyújtott kimagasló munkássága, a szellemi értékek terjesztése terén végzett eredményei elismeréseként |
| 2001 | Fejér Miklós vendéglős                                                                                 | a Sipos Halászkert vezetője, a kerület életében kifejtett tevékenysége, munkássága elismeréseként |
| 2001 | Vörös Károly pedagógus                                                                                 | a "Zápor" volt igazgatója, a kerület életében kifejtett tevékenysége, munkássága elismeréseként |
| 2001 | Sárosi Imre úszó, mesteredző                                                                           | a kerületi lakost, a kerület és országunk életében kifejtett magas szintű tevékenysége, példátlan szerény életviteléért |
| 2002 | Kiss Imre tanácselnök                                                                                  | a kerület volt vezetője, a kerület életében kifejtett tevékenysége, munkássága elismeréseként |
| 2002 | Bánlaky László pedagógus                                                                               | a Mókus utcai Általános Iskola volt igazgatója, a kerület életében kifejtett tevékenysége, sok évtizedes pedagógiai és tanári munkássága elismeréseként |
| 2003 | Vészi János író, újságíró                                                                              | az Óbudai Árpád Gimnázium tanára |
| 2003 | Melis György operaénekes                                                                               | |
| 2004 | Neubrandt István városvédő                                                                             | a Braunhaxler Hagyományőrző Egyesületet vezetője |
| 2006 | Dr. Buday Péter                                                                                        | lelkipásztori munkássága elismeréseként |
| 2006 | Gödöllői Lajos                                                                                         | az Óbudai Művelődési Központ igazgatója, Óbuda-Békásmegyer kulturális életében kifejtett kimagasló munkássága elismeréseként |
| 2006 | Dr. Csedő Csaba István                                                                                 | Csíkszereda polgármestere, Óbuda-Békásmegyer és Csíkszereda testvérvárosi kapcsolatainak létrehozása és ápolása érdekében kifejtett tevékenysége elismeréseként |
| 2007 | Tarlós István                                                                                          | polgármesterként (1990-2006) a kerület életében és fejlődésében kifejtett múlhatatlan érdemeinek elismeréseként |
| 2008 | Antal János plébános                                                                                   | a Boldog Özséb Plébániatemplom felépítésében szerzett érdemeiért, a hívők közösségének megszervezésében végzett áldozatos és elhivatott munkája elismeréseként |
| 2009 | Fodor István, üzletember                                                                               | az Ericsson Magyarország alapító elnökeként a gazdasági élet, a tudomány, a művészet és a kultúra területén betöltött széles körű társadalmi szerepvállalása elismeréseként |
| 2010 | Prof. Dr. Pintér Endre orvos                                                                           | az egészségügy, a kultúra és a tudomány területén betöltött széles körű társadalmi szerepvállalása elismeréseként |
| 2011 | Czigány György szerkesztő, zenei rendező                                                               | a zene, a kultúra, a művelődés területén kifejtett széles körű társadalmi szerepvállalása elismeréseként |
| 2012 | Tiszavölgyi István címzetes igazgató                                                                   | a Veres Péter Gimnázium alapítójaként a kerület oktatási életének területén kifejtett, közösséget és iskolát teremtő igazgatói munkásságának elismeréseként |
| 2013 | Csukás István költő, író                                                                               | a gyermek és ifjúsági irodalom területén végzett több évtizedes munkássága, örök, értéket képviselő alkotóművészete, szívet melengető költemények és mesefigurák megteremtésének elismeréseként |
| 2014 | Kerényi Grácia költő, író, esszéíró                                                                    | a lengyel-magyar kapcsolatok elmélyítése érdekében kifejtett áldozatos tevékenysége elismeréseként |
| 2014 | Dr. Zsidi Paula múzeumigazgató                                                                         | több évtizedes régészeti-kutatómunkája, valamint az Aquincumi Múzeum új arculata, egyedi profilja megteremtésének elismeréseként |
| 2015 | Kenessey László, iskolaigazgató                                                                        | az óbudai egyházzenei élet újraindításában játszott kiemelkedő szerepvállalásáért, az Albert Schweitzer Kórus és Kamarazenekar megalapításának, töretlen hazai és nemzetközi sikereinek elismeréséért, intézményvezetői tevékenysége során Óbuda kulturális és oktatási életének magas színvonalon tartásában szerzett érdemeiért |
| 2016 | Tenk László, Munkácsy Mihály-díjas festőművész                                                         | a hazai képzőművészetért végzett elhivatott munkájáért, Óbuda-Békásmegyer művészeti életének fellendítése érdekében kifejtett áldozatos szerepvállalásáért |
| 2017 | Dr. Paczolay Péter jogtudós, politológus                                                               | életművével, kiemelkedő közéleti tevékenységével országos és nemzetközi elismerést szerzett a kerületnek |
| 2018 | Koltai Lajos, Kossuth- és Balázs Béla-díjas operatőr, filmrendező                                      | egész életművével, kiemelkedő munkásságával országos, és nemzetközi elismerést szerezve hozzájárult Óbuda-Békásmegyer jó hírnevének öregbítéséhez |
| 2019 | Dr. Béres József vegyész                                                                               | a Béres Gyógyszergyár Zrt. elnökeként önzetlenül támogatja és szolgálja az egészségügyet, az oktatást és a kultúrát, kiemelkedő gazdasági és közéleti tevékenysége elismeréseként, társadalmi szerepvállalásáért |
| 2020 | Dr. Csókay András idegsebész                                                                           | kiemelkedő orvosi pályáján és óbudai polgárként követendő példát mutat a következő generációknak |
| 2021 | Bojár Gábor fizikus, vállalkozó                                                                        | a Graphisoft alapítójaként és az óbudai Aquincumi Technológiai Intézet, valamint az Aquincum Campus elindítójaként, a kerület és a főváros egyik legigényesebb zöld fejlesztése, a Graphisoft Park megálmodója és megvalósítójaként végzett kiemelkedő munkásságáért                                                              |
| 2022 | Szinetár Miklós, Kossuth- és kétszeres Jászai Mari-díjas magyar színházi, opera-, tévé- és filmrendező | Budapest III. kerülete lakosként az országos projektjei mellett mindig van gondja arra, hogy Óbuda-Békásmegyer művészeti élete fővárosi és országos szinten is kiemelkedőt nyújtson az itt élőknek, és az idelátogatóknak egyaránt                                                                                                |
| 2023 | Dr. Gyarmati Andrea gyermekorvos, olimpiai ezüstérmes, Európa-bajnok úszó                              | kiemelkedő életpályája és eredményei elismeréseként, mivel az ezüstérmes világcsúcstartó olimpikon, Magyarország örökös úszóbajnoka a kerület lakosa, aki sportsikerei mellett nagyszerű hivatást tudhat magáénak: gyermekorvos                                                                                                   |
| 2024 | Vámos Miklós József Attila-díjas író, forgatókönyvíró, dramaturg                                       | a több mint negyedévszázada a kerületben élő író hazai és nemzetközi munkásságával Óbuda jó hírét is öregbíti |
| 2025 | Iványi Gábor lelkész                                                                                   | a kerület egyházszervezői munkájáért, az elesettek és a leginkább szociálisan és más okokból kiszolgáltatott személyek iránti kiállásáért |

## Képgaléria
- Czigány György
- Dr. Csókay András
- Kerényi Grácia
(és Mészöly Miklós, Csoóri Sándor)
- Koltai Lajos
- Peterdi Pál
- Tarlós István
- Dr. Zsidi Paula
- Vámos Miklós

|  |  |